# 흙꼭두장군
《흙꼭두장군》은 한국의 동화작가인 김병규의《까만 수레를 탄 흙꼭두장군》을 원작으로 제작된 애니메이션이다. 문화방송에서 방영되었다.

## 방송 일시
| 방송 채널 | 방송일           | 방송 시간                                |
| --------- | ---------------- | ---------------------------------------- |
| MBC-TV    | 1991년 12월 10일 | 화요일 오후 5시 30분 또는 5시 40분 ~ 7시 |
| MBC-TV    | 1992년 2월 3일   | 월요일 오전 9시 ~ 10시 30분              |
| MBC-TV    | 1997년 8월 15일  | 금요일 오후 3시 35분 ~ 5시               |

## 제작진
- 기획: 황선길(MBC)
- 극본: 김주인
- 설정: 김영총
- 감독: 김성칠
- 제작진행: 권윤재, 정진우
- 원화: 정주왕, 이명섭, 전영석, 김완수
- 동화: 신석호(동화작감)

## 등장인물
- 빈수 역 : 성우 이미자
- 흙꼭두장군 역 : 성우 이선주
- 새길이 역 : 성우 기경옥
- 새길이 아버지 역 : 성우 박일
- 성우 김은영
- 성우 이영달
- 성우 우문희
- 성우 송도영
- 성우 이규연
- 성우 김태훈